# Campionati europei di ciclismo su pista 2019 - Scratch femminile
La scratch femminile ai Campionati europei di ciclismo su pista 2019 si è svolta il 16 ottobre 2019 presso il velodromo Omnisport Apeldoorn di Apeldoorn, nei Paesi Bassi.

## Podio
| Pos.    | Atleta           | Nazionalità   |
| ------- | ---------------- | ------------- |
| Oro     | Emily Nelson     | Gran Bretagna |
| Argento | Shannon McCurley | Irlanda       |
| Bronzo  | Maria Martins    | Portogallo    |

## Risultati
40 giri (10 km)
| Posizione | Atleta                 | Nazione       | Gap in giri |
| --------- | ---------------------- | ------------- | ----------- |
| 1         | Emily Nelson           | Gran Bretagna |             |
| 2         | Shannon McCurley       | Irlanda       |             |
| 3         | Maria Martins          | Portogallo    |             |
| 4         | Ana Usabiaga           | Spagna        |             |
| 5         | Lucja Pietrzak         | Polonia       |             |
| 6         | Olivija Baleišytė      | Lituania      |             |
| 7         | Kirsten Wild           | Paesi Bassi   |             |
| 8         | Alžbeta Bačíková       | Slovacchia    |             |
| 9         | Aline Seitz            | Svizzera      |             |
| 10        | Martina Fidanza        | Italia        |             |
| 11        | Verena Eberhardt       | Austria       |             |
| 12        | Trine Schmidt          | Danimarca     |             |
| 13        | Viktoriya Bondar       | Ucraina       |             |
| 14        | Victoire Berteau       | Francia       |             |
| 15        | Evgenia Mudraya        | Russia        |             |
| 16        | Gilke Croket           | Belgio        |             |
| 17        | Anita Stenberg         | Norvegia      |             |
| 18        | Jarmila Machačová      | Rep. Ceca     |             |
| 19        | Johanna Kitti Borissza | Ungheria      |             |
| 20        | Hanna Tserakh          | Bielorussia   |             |
| 21        | Charlotte Becker       | Germania      |             |